# Chiesa di San Vittore (Lainate)
La chiesa di San Vittore è la parrocchiale di Lainate, in città metropolitana ed arcidiocesi di Milano; fa parte del decanato di Rho.

## Storia
La prima citazione di una chiesa a Lainate risale al Basso Medioevo ed è contenuta nel Liber Notitiae Sanctorum Mediolani, in cui si legge che era filiale della pieve di Santo Stefano Protomartire di Nerviano; una seconda menzione si ritrova nella Notitia Cleri Mediolanensis del 1398.
Nel 1761 l'arcivescovo Giuseppe Pozzobonelli, compiendo la sua visita pastorale, trovò che la parrocchiale, in cui avevano sede le quattro confraternite del Santissimo Sacramento, della Dottrina Cristiana, dei Disciplini e della Santa Croce, aveva come filiale l'oratorio di Sant'Andrea Apostolo in località Grancia e che i fedeli ammontavano a 1505; questi ultimi risultavano saliti a 1714 un ventennio dopo.
Il campanile fu eretto nel 1887; la nuova parrocchiale venne invece iniziata nel 1912 dopo la demolizione della precedente chiesa, mentre la consacrazione fu impartita il 30 novembre 1930 dall'arcivescovo Alfredo Ildefonso Schuster.
Già compresa nel vicariato di Nerviano, nel 1971, con la riorganizzazione territoriale dell'arcidiocesi voluta dall'arcivescovo di Milano Giovanni Colombo, la parrocchia passò al decanato di Rho; la chiesa fu poi restaurata nel 1986.

## Descrizione

### Esterno
La facciata a salienti della chiesa, rivolta a settentrione, si compone di tre corpi. Quello centrale, suddiviso dalla cornice marcapiano in due registri, tripartito da quattro lesene e coronato dal frontone sopra cui v'è una croce di ferro, presenta sotto il portale d'ingresso e die nicchie, e sopra altre due nicchie e il rosone, mentre le due ali laterali sono caratterizzate dagli ingressi secondarie da due grandi oculi.
Annesso alla parrocchiale è il campanile a base quadrata, suddiviso da cornici in tre registri; la cella, che presenta su ogni lato una monofora affiancata da due paraste e protetta dalla balaustra.

### Interno
L'interno dell'edificio è suddiviso da colonne ioniche in tre navate, di cui la centrale voltata a botte e le laterali coperte da volte a vela; al termine dell'aula si sviluppa il presbiterio, a sua volta chiuso dall'abside di forma semicircolare.